# Piper puberulescens
Piper puberulescens är en pepparväxtart som beskrevs av William Trelease. Piper puberulescens ingår i släktet Piper och familjen pepparväxter. Inga underarter finns listade i Catalogue of Life.